# Župa dubrovačka
Župa dubrovačka (etwa Herrschaft Dubrovnik) ist eine Gemeinde in der Gespanschaft Dubrovnik-Neretva in Kroatien. Sie ist nach einer Verwaltungseinheit der Republik Ragusa benannt, mit der sie aber nicht deckungsgleich ist. Der italienische Namen für diese Verwaltungseinheit war Breno.

## Einwohner
Župa dubrovačka hat 8331 Einwohner, von denen 94,38 % Kroaten sind (Volkszählung 2011).

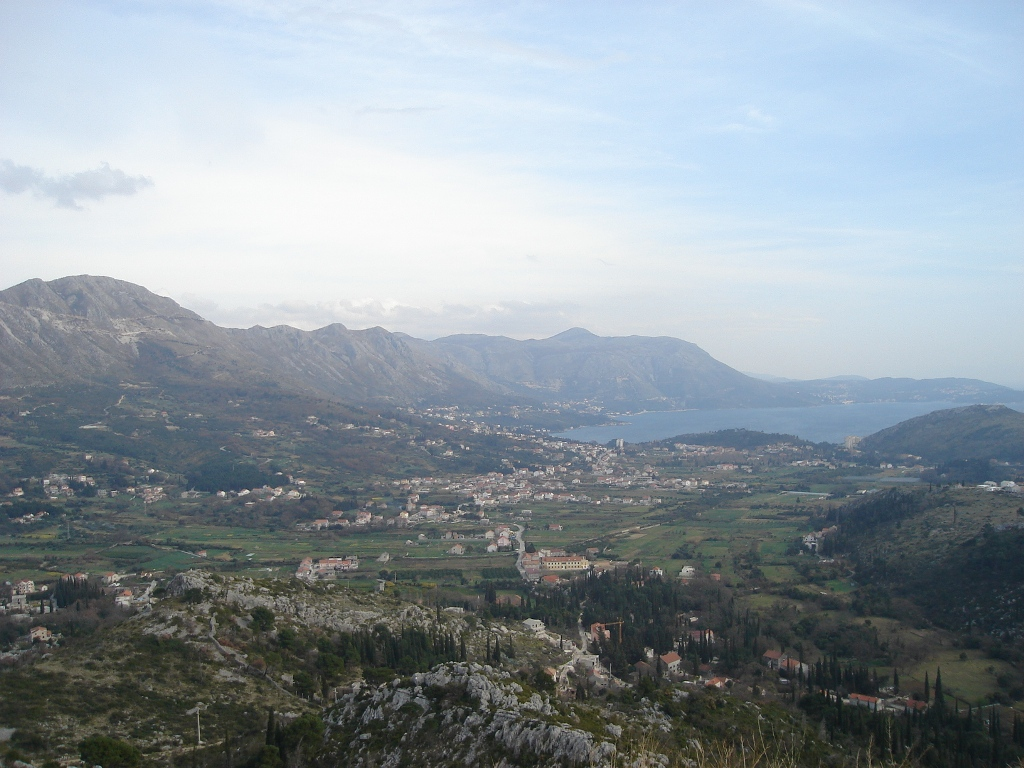
Župa dubrovačka